# Parafia Rozesłania św. Apostołów w Chełmie
Parafia Rozesłania św. Apostołów w Chełmie – parafia rzymskokatolicka w Chełmie, należąca do dekanatu Chełm – Zachód w archidiecezji lubelskiej. 

## Historia
Pierwszy drewniany kościół zbudowano prawdopodobnie w 1254 roku z fundacji księcia Bolesława Wstydliwego. 13 lutego 1375 roku została erygowana diecezja chełmska i kościół stał się katedrą. 
W 1417 roku odbyła się powtórna erekcja parafii i  zbudowano drewniany kościół pw. Ofiarowania NMP i Rozesłania św. Apostołów ufundowany przez króla Władysława Jagiełłę za zasługi Chorągwi Białego Niedźwiedzia z Chełma w bitwie pod Grunwaldem. W 1456 roku katedra i parafia została przeniesiona do nowego kościoła, który  1578 roku spłonął. W 1585 roku zbudowano kościół murowany, który został konsekrowany w 1591 roku przez bp Stanisława Gomolińskiego, który w 1754 roku z powodu złego stanu technicznego został rozebrany.
W 1490 roku siedziba biskupów chełmskich została przeniesiona do Krasnegostawu. W 1604 roku utworzono dekanat chełmski. W latach 1753–1763 zbudowano obecny kościół według projektu architekta Pawła Fontany, pracami kierował Tomasz Rezler. Fundatorami kościoła byli Marianna Wolska i Wacław Rzewuski. W 1795 roku odbyła się konsekracja kościoła, której dokonał bp Jan Kanty Lenczowski. W latach 1667–1864 duszpasterstwo w parafii prowadzili Pijarzy.

## Proboszczowie
1864–1894 ks. Władysław Szymoński
1894–1919 ks. kan. Wincenty Hartman
1919–1920 bp Adolf Józef Jełowicki
1920–1939 ks. Wacław Kosior
1939–1946 ks. Stanisław Niedźwiński
1946–1955 ks. Wacław Staniszewski
1955 ks. Zygfryd Berezecki
1955–1966 ks. Marian Peryt
1967–1980 ks. Józef Tatarczak
1980–2000 ks. kan. Bolesław Uszczuk
2000–2021 ks. kan. Józef Jan Piłat
2021 – ks. kan. Jacek Adam Lewicki

## Terytorium
- Pokrówka
- Zawadówka
- Chełm – ulice: Armii Krajowej, Biała, Bieławin, Boczna, Browarna, Brzozowa, Działkowa, gen. Orlicz-Dreszera, Hutnicza, Janówka, Jordana, Judyma, Kalinowa, Kasztanowa, Kąpieliskowa, Konopnickiej, Kopernika, Korczaka, Krótka, Krzywa, Kwiatowa, Lipowa, Lubelska, Łączna, Malinowa, Mickiewicza, Młodowskiej, Nadrzeczna, Nadtorowa, Narutowicza, Obłońska, Ogrodowa, Okszowska, Okszówek, Orzeszkowej, Partyzantów, Pijarska, Pilarskiego, Pl. Łuczkowskiego, Plac Gdański, Pocztowa, Podwalna, Popiełuszki, Przejazdowa, Rampa Brzeska, Reformacka, Rejowiecka, Siedlecka, Sienkiewicza, Staszica, Stolarska, Szkolna, Szymczakowskiego, Targowa, Towarowa, Uściługska, Waśniewskiego, Wiśniowa, Wygon, Zacisze, Zakątek, Źródlana, Żabia, Żeglarska.